# Zamach bombowy na dworcu kolejowym Friedrichstraße w Berlinie
Zamach bombowy na dworcu kolejowym Friedrichstraße w Berlinie – zamach dokonany 10 kwietnia 1943 roku przez Armię Krajową w Berlinie na dworcu kolejowym Friedrichstraße.

## Historia
Akcję przeprowadziła Organizacja Specjalnych Akcji Bojowych, oddział Armii Krajowej do zadań specjalnych, istniejący od maja 1942 roku do lipca 1943 roku. Bomba podłożona przez żołnierzy „Zagra-Linu” wybuchła w momencie, gdy przy peronie zatrzymały się dwa pociągi z urlopowanymi żołnierzami Wehrmachtu. Zginęło 14 osób, a 60 osób odniosło rany.